# 大頭長平鰭鮠
大頭長平鰭鮠，為輻鰭魚綱鯰形目平鰭鮠科的其中一種，為熱帶淡水魚，分布於非洲剛果民主共和國盧阿拉巴河流域，體長可達4.2公分，棲息在底層水域，生活習性不明。